# Portals (Arsonists Get All the Girls)
Portals è il terzo album in studio del gruppo musicale statunitense Arsonists Get All the Girls, pubblicato il 14 luglio 2009 dalla Century Media Records.

## Tracce
Testi di Jared Monnette, eccetto dove indicato, musiche degli Arsonists Get All the Girls.
1. Interdimensionary – 1:24
2. The 42nd Ego – 3:30
3. My Cup's Half Empty – 3:02
4. Skiff for the Suits – 3:39 (testo: Jared Monnette, Cameron Reed)
5. In the Empyreans – 4:03 (testo: Arthur Alvarez)
6. Saturnine – 3:23
7. Violence in Fluid - Triceratops – 4:01 (testo: Jared Monnette, Cameron Reed)
8. Portals – 7:25 (testo: Jared Monnette, Cameron Reed)
9. I Lost My Loss of Ruin – 2:59
10. To Playact in Static – 4:50
11. Tea Time Tibbons – 14:43

Tracce bonus nell'edizione giapponese
1. Save the Castle Screw the Princess – 5:11
2. Shoe Shine for Neptune – 2:52
3. To Get Eaten by the Rats – 0:47

## Formazione
Gruppo
- Jared Monette – voce
- Sean Richmond – tastiere
- Arthur Alvarez – chitarra
- Derek Yarra – chitarra
- Jaeson Bardoni – basso
- Garin Rosen – batteria

Altri musicisti
- Jessie Alford – voce aggiuntiva (traccia 4)
- Remi "Red Rocket" Rodberg – voce aggiuntiva (traccia 5)
- Ray Harkins – voce aggiuntiva (traccia 8)